# Afonso Oliveira
Afonso Gonçalves da Silva Oliveira (27 de março de 1964) é um deputado e político português. Ele é deputado à Assembleia da República na XIV legislatura pelo Partido Social Democrata. É licenciado em Economia.